# Єгорова Анна Дмитрівна
Єгорова Анна Дмитрівна (рос. Анна Дмитриевна Егорова; нар. 31 травня 1998) — російська плавчиня.
Призерка Чемпіонату Європи з водних видів спорту 2018, 2020 років.
Переможниця літньої Універсіади 2017 року.